# 朗日清天
朗日清天，是日本純種競賽馬匹。生涯活躍於中距離賽事，曾勝出2015年寶塚紀念及秋季天皇賞，令其於同年奪得最佳4歲及以上雄馬頭銜。

## 出賽前
2010年1月30日出生於北海道安平町北部牧場，所有權歸於母系馬主金子真人旗下，馬主名義則以其經營的公司金子真人控股登錄。
其後交由栗東訓練中心練馬師池江泰壽訓練。

## 競賽生涯

### 2歲
2012年8月9日出戰小倉競馬場2歲新馬戰，於其中保持在有利位置之下成功衝出，以3/4馬位取得首勝。
其後出戰公開賽野路菊錦標，比賽途中跑出全場第二快末腳之下成功壓制後方的Sammaru Home取得連勝。
11月10日出戰京王盃兩歲錦標，儘管其於比賽途中維持良好的姿態，可惜仍然被一同衝出的榮進巔峰率先透出，最終以3/4馬位差距落敗。
12月16日出戰朝日盃未來錦標，改由李慕華策騎。比賽開始後，其選擇於後方位置展開追走，但於進入直路後未能進一步加速，最終以第七大敗。

### 3歲
2013年其以雅靈頓盃作爲首戰，於其中僅獲得第五。
完成雅靈頓盃後主要出戰經典戰線中的賽事，然而發揮不佳下屢屢慘敗。
其後雖然於夏季出戰小倉紀念及秋季出戰金鯱賞均表現出色奪得兩亞，但於其後的有馬紀念以第十二大敗。

### 4歲
2014年3月15日出戰中日新聞盃作爲年度首戰，於其中跑出不俗的速度下僅敗於馬田鎮及命運女神取得第三。
4月16日出戰公開賽都會錦標，比賽初段採取先行戰術下保持良好的節奏，進入直路後瞬間加速並跑出全場最快末腳，最終成功拉開第二名2馬位取得勝利。
然而於其後出戰分級賽事仍然未有突破，最佳戰績爲於金鯱賞取得第四。

### 5歲
2015年以中山金盃作爲年度首戰，賽前獲得第四人氣。比賽開始後，其處於先頭位置展開推進，進入直路後成功進佔有利位置發力花束，最終於擺脫一同衝出的標誌名駒下以破紀錄1分57.8秒時間取得首個分級賽冠軍。
2月15日出戰京都紀念，其於比賽途中以緊追領放馬鈴鹿不羈的方式於第二的位置推進，進入直路後趁對手力弱的瞬間加速超越，最終成功以鼻位壓贏對手再下一城。
其後出戰阪神大賞典及春季天皇賞，然而於增程之下其暴露出長距離適性不足的問題，最終於兩場賽事均未能有效加速之下分別以第六及第八落敗。
完成春季天皇賞後出戰鳴尾紀念，於其中再度以優秀的速度衝出，最終以2馬位優勢輕鬆拋離第二的威嚴真心取得勝利。
6月28日出戰寶塚紀念，賽前因此前兩戰的落敗而僅獲第六人氣。比賽開始後，雖然其處於第16檔最外檔位置，但仍然於比賽初段以積極的方式衝出搶佔先頭的位置。進入直路後，其於超越領放馬紅樂手後繼續保持不俗的速度，最終成功抵擋後方有型露比及湘南魔瓶的追擊下取得首個一級賽冠軍。

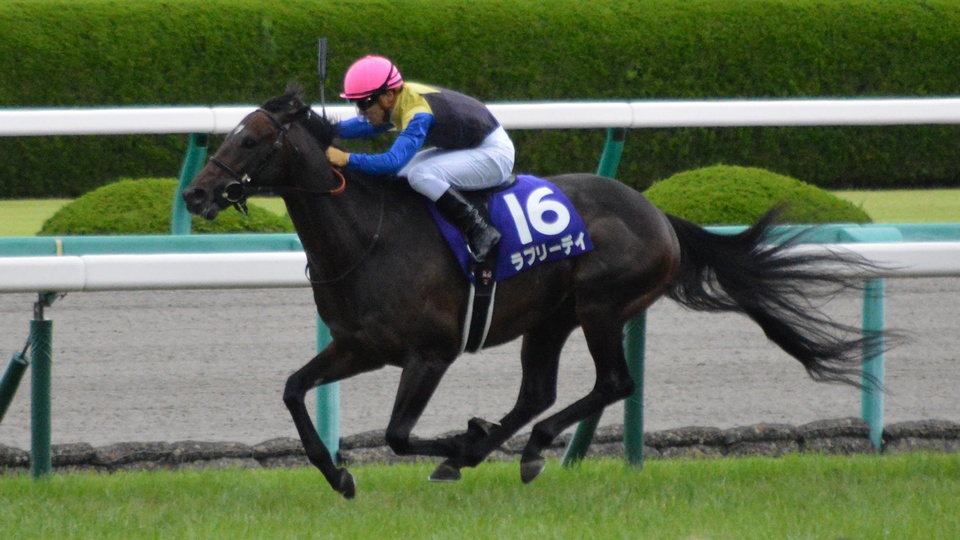
出戰寶塚紀念的朗日清天

入秋後出戰京都大賞典，於其中再度爆發末腳速度之下成功拉開第二的萬籟爭鳴1 1/4馬位取勝。
11月1日出戰秋季天皇賞，比賽初段仍然採取拿手的先行戰術，於約莫第四的位置穩定推進。進入直路後，其仍然有餘力繼續加速，最終跑出後600米33.7秒的快速末腳下阻止了善得福及明媚島的攻勢，以1/2馬位優勢再度取得一級賽冠軍。

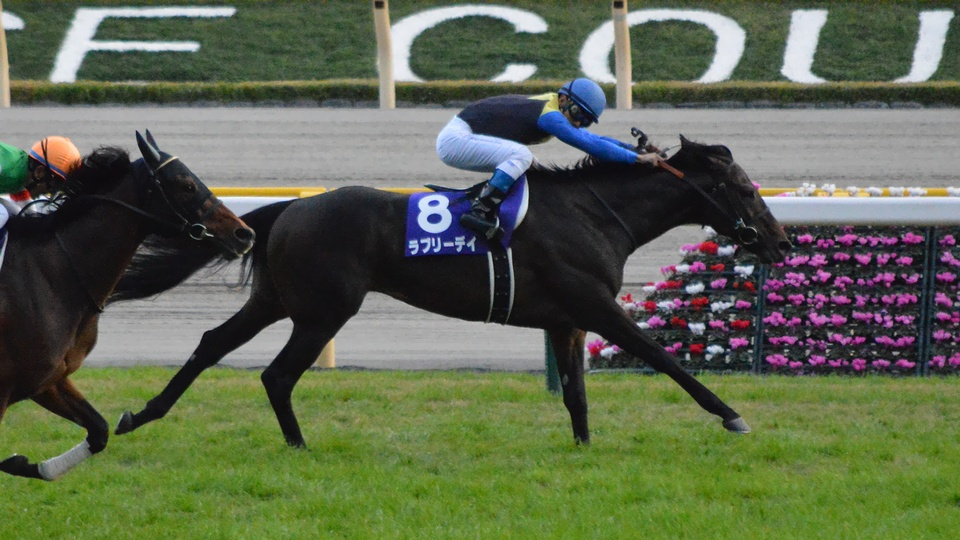
出戰秋季天皇賞的朗日清天

其後繼續於中長途戰線征戰並出戰日本盃及有馬紀念，然而仍然無法打破距離適性的關口下均未能取勝，分別以第三及第五完賽。
年末，由於其於年間勝出兩項一級賽並橫掃另外四項分級賽，於評選中以174票當選最佳4歲及以上雄馬，但於日本馬王評選中則大敗於稱霸一哩戰線的滿樂時。

### 6歲
2016年首戰爲產經大阪盃，雖然賽前取得第一人氣，最終僅獲得第四名。
其後之陣營安排其遠征香港出戰女皇盃，然而於直路上因爲些微失速而被後方賽駒超越，最終再度獲得第四。
回國後以寶塚紀念作爲起動戰，採取先行戰術下一度於直路取得領先，但於最後100米相繼被勝之石及大鳴大放超越，其後更被北部玄駒反超，最終連續三場賽事取得第四
入秋後分別出戰京都大賞典及秋季天皇賞，於其中分別以第三及第九落敗。
其後陣營再度安排其遠征香港出戰香港盃，然而於其中再度未能加速之下僅以第四完賽。
回國後陣營決定安排其退役，並於2017年1月4日取消日本中央競馬會的賽駒註冊。

### 詳細賽績
| 日期       | 舉辦國家/地區 | 馬場 | 距離   | 級別 | 賽事名稱       | 負重 | 騎師     | 馬號 | 出馬 | 名次 | 時間   | 頭馬（二馬）      |
| ---------- | ------------- | ---- | ------ | ---- | -------------- | ---- | -------- | ---- | ---- | ---- | ------ | ----------------- |
| 19/8/2012  | 日本          | 小倉 | 草1800 |      | 2歲新馬        | 54   | 川田將雅 | 13   | 14   | 1    | 1:51.3 | （Mikki Success） |
| 16/9/2012  | 日本          | 阪神 | 草1800 | OP   | 野路菊錦標     | 54   | 川田將雅 | 5    | 6    | 1    | 1:47.7 | （Sammaru Home）  |
| 10/11/2012 | 日本          | 東京 | 草1400 | GII  | 京王盃兩歲錦標 | 55   | 川田將雅 | 1    | 16   | 2    | 1:21.3 | 榮進巔峰          |
| 15/12/2012 | 日本          | 中山 | 草1600 | GI   | 朝日盃未來錦標 | 55   | 李慕華   | 6    | 16   | 7    | 1:34.0 | 標誌名駒          |
| 23/2/2013  | 日本          | 阪神 | 草1600 | GIII | 雅靈頓盃       | 57   | 岩田康誠 | 7    | 10   | 5    | 1:35.6 | 李察先生          |
| 23/3/2013  | 日本          | 阪神 | 草1800 | GIII | 每日盃         | 57   | 范嘉堯   | 11   | 13   | 11   | 1:48.4 | 高情厚意          |
| 14/4/2013  | 日本          | 中山 | 草2000 | GI   | 皋月賞         | 57   | 濱中俊   | 13   | 18   | 15   | 1:59.9 | 標誌名駒          |
| 26/5/2013  | 日本          | 東京 | 草2400 | GI   | 東京優駿       | 57   | 川田將雅 | 6    | 18   | 7    | 2:24.7 | 高情厚意          |
| 4/8/2013   | 日本          | 小倉 | 草2000 | GIII | 小倉紀念       | 53   | 川田將雅 | 6    | 15   | 2    | 1:57.3 | 鳴門海峽          |
| 30/11/2013 | 日本          | 中京 | 草2000 | GII  | 金鯱賞         | 54   | 蛯名正義 | 13   | 14   | 2    | 2:00.0 | 機伶迷宮          |
| 22/12/2013 | 日本          | 中山 | 草2500 | GI   | 有馬紀念       | 55   | 蛯名正義 | 8    | 16   | 12   | 2:35.5 | 黃金巨匠          |
| 15/3/2014  | 日本          | 中京 | 草2000 | GIII | 中日新聞盃     | 56   | 柏祖誠   | 13   | 18   | 3    | 2:01.7 | 馬田鎮            |
| 26/4/2014  | 日本          | 東京 | 草2400 | OP   | 大都會錦標     | 56   | 薛達祺   | 8    | 11   | 1    | 2:25.2 | （Promontorio）   |
| 1/6/2014   | 日本          | 東京 | 草2500 | GII  | 目黑紀念       | 57   | 川田將雅 | 7    | 16   | 5    | 2:31.2 | Meiner Medalist   |
| 13/7/2014  | 日本          | 福島 | 草2000 | GIII | 七夕賞         | 57   | 川田將雅 | 15   | 16   | 6    | 1:59.5 | Meisho Naruto     |
| 9/11/2014  | 日本          | 東京 | 草2500 | GII  | 阿根廷共和國盃 | 57   | 莫雅     | 17   | 18   | 5    | 2:31.3 | 成名遊戲          |
| 6/12/2014  | 日本          | 中京 | 草2000 | GII  | 金鯱賞         | 56   | 幸英明   | 13   | 14   | 4    | 1:59.3 | 最後震撼          |
| 4/1/2015   | 日本          | 中山 | 草2000 | GIII | 中山金盃       | 57   | 貝利     | 2    | 17   | 1    | 1:57.8 | （標誌名駒）      |
| 15/2/2015  | 日本          | 京都 | 草2200 | GII  | 京都紀念       | 56   | 戶崎圭太 | 6    | 11   | 1    | 2:11.5 | （鈴鹿不羈）      |
| 22/3/2015  | 日本          | 阪神 | 草3000 | GII  | 阪神大賞典     | 57   | 薛達祺   | 7    | 10   | 6    | 3:07.5 | 黃金船            |
| 3/5/2015   | 日本          | 京都 | 草3200 | GI   | 春季天皇賞     | 56   | 李慕華   | 10   | 17   | 8    | 3:15.2 | 黃金船            |
| 6/6/2015   | 日本          | 阪神 | 草2000 | GIII | 鳴尾紀念       | 57   | 岩田康誠 | 10   | 11   | 1    | 1:58.8 | （威嚴真心）      |
| 28/6/2015  | 日本          | 阪神 | 草2200 | GI   | 寶塚紀念       | 58   | 川田將雅 | 16   | 16   | 1    | 2:14.4 | （有型露比）      |
| 12/10/2015 | 日本          | 京都 | 草2400 | GII  | 京都大賞典     | 58   | 川田將雅 | 1    | 10   | 1    | 2:23.6 | （萬籟爭鳴）      |
| 1/11/2015  | 日本          | 東京 | 草2000 | GI   | 秋季天皇賞     | 58   | 濱中俊   | 8    | 18   | 1    | 1:58.4 | （善得福）        |
| 29/11/2015 | 日本          | 東京 | 草2400 | GI   | 日本盃         | 57   | 川田將雅 | 1    | 18   | 3    | 2:24.8 | 湘南魔瓶          |
| 27/12/2015 | 日本          | 中山 | 草2500 | GI   | 有馬紀念       | 57   | 川田將雅 | 4    | 16   | 5    | 2:33.2 | 黃金伶人          |
| 3/4/2016   | 日本          | 阪神 | 草2000 | GII  | 產經大阪盃     | 58   | 杜滿萊   | 2    | 11   | 4    | 1:59.7 | 鴻鵠大志          |
| 24/4/2016  | 香港          | 沙田 | 草2000 | GI   | 女皇盃         | 57   | 莫雷拉   | 3    | 13   | 4    | 2:02.3 | 明月千里          |
| 26/6/2016  | 日本          | 阪神 | 草2200 | GI   | 寶塚紀念       | 58   | 李慕華   | 7    | 17   | 4    | 2:13.0 | 勝之石            |
| 10/10/2016 | 日本          | 京都 | 草2400 | GII  | 京都大賞典     | 58   | 李慕華   | 10   | 10   | 3    | 2:25.6 | 北部玄駒          |
| 30/10/2016 | 日本          | 東京 | 草2000 | GI   | 秋季天皇賞     | 58   | 李慕華   | 15   | 15   | 9    | 2:00.3 | 滿樂時            |
| 11/12/2016 | 香港          | 沙田 | 草2000 | GI   | 香港盃         | 57   | 布文     | 6    | 12   | 4    | 2.01.5 | 滿樂時            |

## 退役後
退役後，朗日清天成爲了配種馬，於北海道日高町育馬者Stallion Station休養，在2017年進行配種，首批子嗣於2018年出生。首批子嗣可於2020年出賽，7月4日經已由中央的子嗣在新馬戰中取勝。2022年11月26日，倍添綠在京都兩歲錦標取勝，成爲首匹勝出分級賽的子嗣。

### 主要子嗣

#### 分級賽優勝馬
2020年生
- 倍添綠（京都兩歲錦標）

## 血統簡介
父系夏威夷王爲日本賽駒，生涯戰績極爲優秀，僅得一戰未能獲勝，曾勝出一級賽NHK一哩賽及東京優駿（日本打吡），爲日本史上首匹贏得變則二冠的賽駒。祖父金滿寶爲美國生產的法國賽駒，曾三勝一級賽，亦爲近代著名種馬之一。
母系Popcorn Jazz爲日本賽駒，生涯出戰五場賽事僅得一勝。外祖父夜舞爲日本賽駒，生涯戰績優秀，曾勝出一級賽菊花賞。

### 血統表
| 父線：金滿寶系（淘金者系）           |                            |             |                |
| 種馬 夏威夷王 2001年（棗色）         | 金滿寶 1990年（棗色）      | 淘金者      | Raise a Native |
| 種馬 夏威夷王 2001年（棗色）         | 金滿寶 1990年（棗色）      | 淘金者      | Gold Digger    |
| 種馬 夏威夷王 2001年（棗色）         | 金滿寶 1990年（棗色）      | Miesque     | 雷利耶夫       |
| 種馬 夏威夷王 2001年（棗色）         | 金滿寶 1990年（棗色）      | Miesque     | Pasadoble      |
| 種馬 夏威夷王 2001年（棗色）         | Manfath 1991年（深棗色）   | 最後大官    | Try My Best    |
| 種馬 夏威夷王 2001年（棗色）         | Manfath 1991年（深棗色）   | 最後大官    | Mill Princess  |
| 種馬 夏威夷王 2001年（棗色）         | Manfath 1991年（深棗色）   | Pilot Bird  | Blakeney       |
| 種馬 夏威夷王 2001年（棗色）         | Manfath 1991年（深棗色）   | Pilot Bird  | The Dancer     |
| 繁殖雌馬 Popcorn Jazz 2000年（棗色） | 夜舞 1993年（棗色）        | 週日寧靜    | Halo           |
| 繁殖雌馬 Popcorn Jazz 2000年（棗色） | 夜舞 1993年（棗色）        | 週日寧靜    | Wishing Well   |
| 繁殖雌馬 Popcorn Jazz 2000年（棗色） | 夜舞 1993年（棗色）        | Dancing Key | 尼真斯基       |
| 繁殖雌馬 Popcorn Jazz 2000年（棗色） | 夜舞 1993年（棗色）        | Dancing Key | Key Partner    |
| 繁殖雌馬 Popcorn Jazz 2000年（棗色） | Grace Rumor 1994年（栗色） | 東來兵      | Kampala        |
| 繁殖雌馬 Popcorn Jazz 2000年（棗色） | Grace Rumor 1994年（栗色） | 東來兵      | Severn Bridge  |
| 繁殖雌馬 Popcorn Jazz 2000年（棗色） | Grace Rumor 1994年（栗色） | Disc Jockey | Real Shadai    |
| 繁殖雌馬 Popcorn Jazz 2000年（棗色） | Grace Rumor 1994年（栗色） | Disc Jockey | Shadai Chatter |
| 雌系：號族：19                       |                            |             |                |
| 五代內近親交配：北地舞人 5×5×5       |                            |             |                |

## 命名由來
名字Lovely Day（ラブリーデイ）於英語中帶有「天氣好的一天」之意思，香港則翻譯为「朗日清天」。

## 外部連結
- 朗日清天 netkeiba.com （页面存档备份，存于）
- 血統表 （页面存档备份，存于）